# Gare centrale de Sundsvall
La gare centrale de Sundsvall (suédois: Sundsvalls Centralstation) est une gare ferroviaire suédoise à Sundsvall.

## Situation ferroviaire
La gare est le terminus nord du Ostkustbanan.

## Histoire et patrimoine ferroviaire

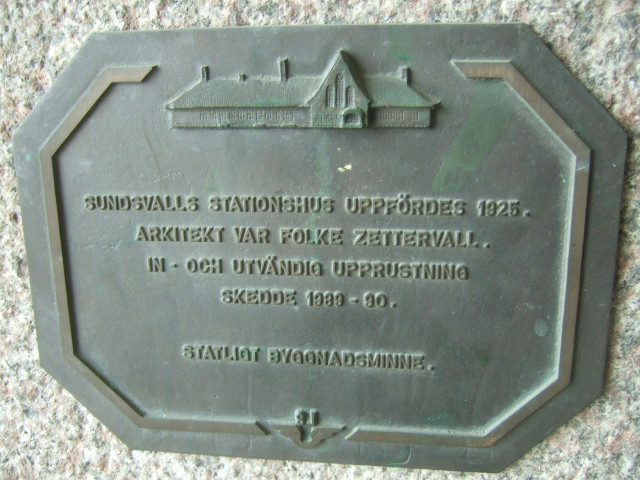
Plaque commémorative à l'entrée principale l'immeuble de la gare de "centralstation Sundsvalls". Texte traduit "Le bâtiment de la gare de Sundsvall a été construit en 1925. L'architecte était Folke Zettervall. Amélioration intérieur et extérieure eu 1989 -. 90. bâtiment classé."

Le gouvernement construit une ligne ferroviaire de Torpshammar à Sundsvall pendant les années 1870 avec une gare de deux bâtiments en bois, conçus par Edelsvärd. Avec la construction par financement privé de l’Ostkustbanan dans les années 1920, une nouvelle gare a été érigée au sud-est de la ville pour servir ces lignes. La "nouvelle" gare à Sundsvall a été construit et conçu par Folke Zettervall, et elle ouvre le 17 décembre 1925. « La gare était dès le départ un élément important du paysage urbain autour duquel était très émouvant. Le bâtiment de la gare est un bâtiment allongé avec une partie supérieure en saillie transversale asymétrique placé sur le côté est. Ce bâtiment est comme beaucoup d'autres petits bâtiments de la gare, et a un long corps qui se prolonge le long de la piste ». La gare est un bâtiment en brique relativement basse avec façade en chaux plâtré de couleur gris-blanc, une grande façade à pignons et un toit à forte pente en tuiles rouges. La gare porte des traces du style romantique national comme de l'Art nouveau.
La gare a environ 3000 visiteurs quotidiens.
En 2013, la gare sert les trains des routes Umeå-Sundsvall et Sundsvall-Trondheim.

## Service des voyageurs

### Desserte
La gare est servie par quatre lignes; les trains de voyageurs sur la Ostkustbanan vers le sud à Stockholm, la Mittbanan à Trondheim et l’Ådalsbanan au nord vers Sollefteå. Sundsvall accueille aussi des trains de la Norrtåg vers Örnsköldsvik et Umeå, continuant au nord de Kramfors sur la nouvelle ligne de Botnie.

## Service des marchandises

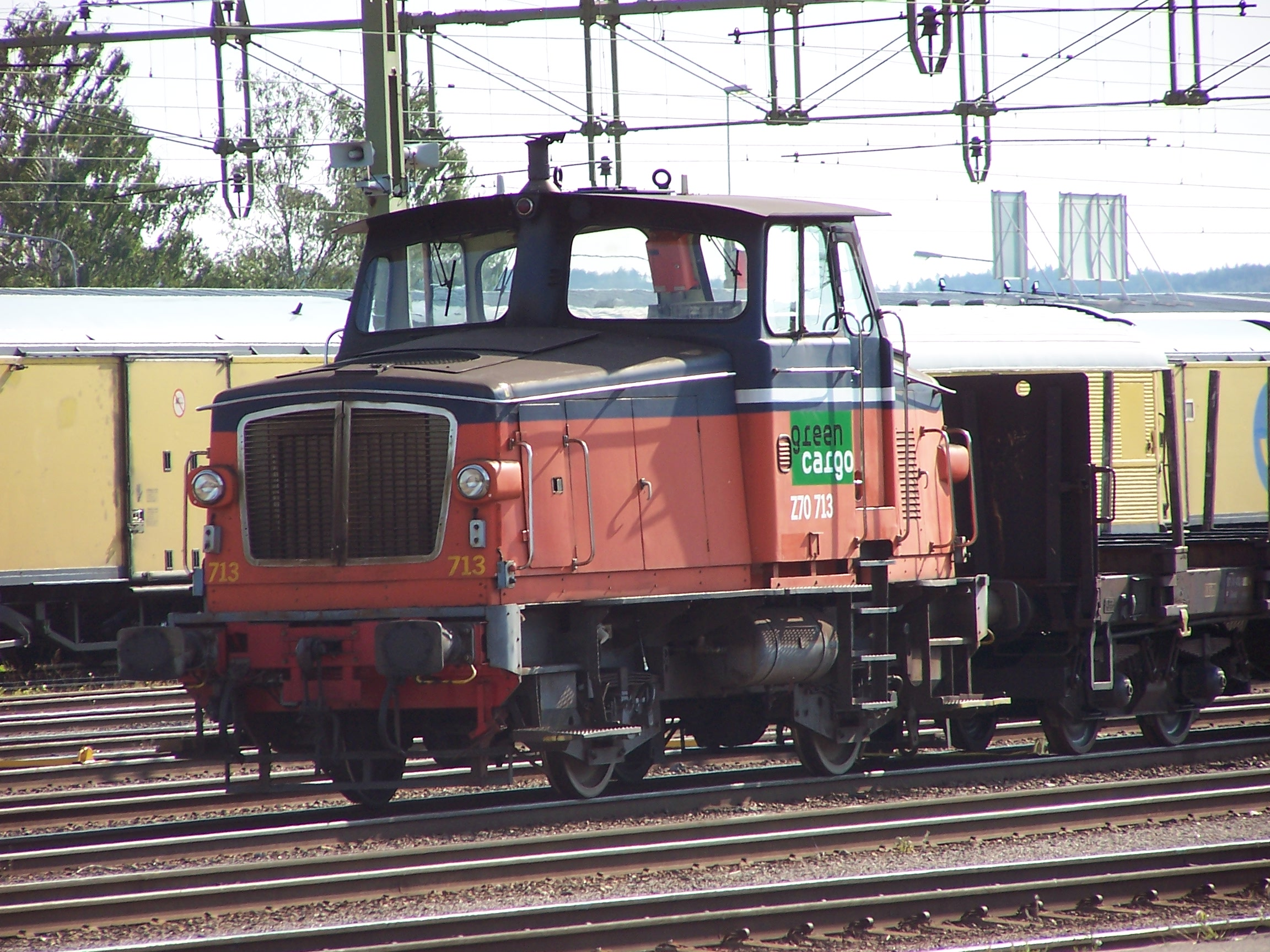
Locomotive Z70 à la gare.

Green Cargo offre un service de fret à la gare. En 2012, une femme perd la vie dans un accident au cours d'un triage de la gare.